# Andrzej Cisowski
Andrzej Cisowski (ur. 1 marca 1962 w Białymstoku, zm. 27 lipca 2020 w Targowie) – polski malarz, grafik, artysta multimedialny.
Dzieciństwo i młodość spędził na Mazurach. W 1987 ukończył studia na Akademii Sztuk Pięknych w Warszawie w pracowni prof. Rajmunda Ziemskiego. Następnie kontynuował studia w Kunstakademie Düsseldorf, w pracowni Konrada Klaphecka i A. R. Pencka. W 1990 roku otrzymał tytuł Meisterschüller w pracowni prof. A. R. Pencka.
Dwukrotnie przyznano mu stypendium Ministerstwa Kultury i Dziedzictwa Narodowego. Wyróżniony został Nagrodą Magazynu EXIT w 2005 r. za wieloletnią – kreatywną obecność w różnych dziedzinach aktywności twórczej. Był laureatem II Nagrody 39. Biennale Malarstwa „Bielska Jesień 2009”.
Mieszkał i pracował w Targowie, Warszawie i Düsseldorfie. Zmarł nagle, w swoim domu, w nocy z 27 na 28 lipca 2020 r.

## Twórczość
W początkowym okresie swojej twórczości związany był z ruchem Neue Wilde.
Na początku lat dziewięćdziesiątych tworzył z japońskim artystą Yoshitomo Nara, a także z A. R. Penckiem. Wystawy i pobyt w Nowym Jorku na początku lat 90 były okazją do głębszego zapoznania się ze sztuką amerykańską, która też była inspiracją do dalszych działań twórczych. W tym czasie wypracował własny indywidualny styl na pograniczu malarstwa figuratywnego i nowej ekspresji. Prace z tego okresu to rebusy pełne groteskowego humoru. Pojawiają się bohaterowie komiksów, popularnych kreskówek i reklam, wśród przedmiotów i sloganów zaczerpniętych z miejskiej ikonosfery. W tym neopopowym okresie powstają „Obrasy” (wystawa w 2004 roku, Warszawa-Galeria Kordegarda) – na barwne nadruki przemysłowych serwet i obrusów artysta nakłada figury swoich bohaterów, tworząc szczególny recykling form.
W kolejnych latach powstają obrazy monochromatyczne, wysmakowane w barwie, często w oparciu o stare fotografie. Czytelna narracja i szkicowy, naoczny styl odwzorowania scen wybranych ze starych albumów i filmów, przenosi odtworzone wydarzenia przeszłości na język współczesny. Powstaje seria prac odnoszących się do historii najnowszej, w których tworzy kształt własnego dziennika, a zarazem „komentarz” do wyróżnionych przez siebie wątków.
Za pomocą zróżnicowanej stylistyki zespalał lokalne symbole z uniwersalnymi mitami, w których mogą rozpoznać się odbiorcy z różnych kultur całego świata.

## Ważniejsze wystawy
Wystawy indywidualne (wybór):
- 1984 – Galeria Zderzak, Kraków
- 1990 – Galeria Walther, Düsseldorf
- 1992 – Galeria d’Eendt, Amsterdam
- 1994 – Galeria Cavin-Morris Gallery, Nowy Jork
- 1995 – Mały Salon, Zachęta Narodowa Galeria Sztuki, Warszawa
- 1998 – Galeria Ost-West, Bazylea
- 2004 – Oberschlesisches Museum Hosel, Düsseldorf
- 2004 – Galeria Kordegarda, Warszawa
- 2008 – Galeria Lokal 30, Warszawa
- 2009 – Galeria der Ort, Berlin

Wystawy zbiorowe (wybór):
- 1987 – XIX Festival Internacional de la Peinture, Cagnes-sur-Mer
- 1992 – Label the West, Galerie Naf, Nagoja
- 1992 – Ideo-Syncratics, Cavin-Morris Gallery, Nowy Jork
- 1994 – KunstRAI, Galeria d’Eendt, Amsterdam
- 1996 – Rozpoznanie, Bunkier Sztuki, Kraków
- 2013 – Polish Art Now, Galeria Saatchi, Londyn

## Zbiory
Obrazy Andrzeja Cisowskiego można znaleźć w kolekcjach Zachęty Sztuki w Olsztynie i Bielsku-Białej, oraz w licznych prywatnych zbiorach m.in. w Niemczech, Holandii, USA, Japonii.